# 高雄天軍殿
高雄鼓山天軍殿，位於台灣高雄市鼓山區綠川街26巷22號，主祀玄壇真君趙元帥（武財神）。分靈自澎湖縣湖西成功天軍殿，是當地澎湖移民的信仰中心，香火鼎盛。
高雄天軍殿主祀玄壇真君趙元帥，配祀中壇元帥、關聖帝君、趙聖帝君、太歲星君。

## 外部連結
- 高雄天軍殿Facebook
- 高雄天軍殿 微廟網 （页面存档备份，存于）